# Jackson Martínez
Jackson Arley Martínez Valencia (Quibdó, 1986. október 3. –) kolumbiai válogatott labdarúgó, jelenleg nincs klubja, miután a kínai Kuangcsou Evergrande 2018 márciusában felbontotta a szerződését.

## Sikerei, díjai
Independiente Medellín
- Kolumbiai bajnok (1): 2009 (Finalización)

Chiapas
- Copa Mesoamericana (1): 2011

Porto
- Portugál bajnok (1): 2012–13
- Portugál szuperkupagyőztes (2): 2012, 2013

## További információ
- Jackson Martínez adatlapja a Soccerway oldalon (angolul)
- Jackson Martínez adatlapja a Transfermarkt oldalon (angolul)